# Guerre byzantino-bulgare de 894-896
Pour les articles homonymes, voir Guerre byzantino-bulgare.
Guerres byzantino-bulgares
Batailles
- Ongal (680)
- Anchialos (708)
- Marcellae (756)
- Lithosoria (774)
- Marcellae (792)
- Serdica (809)
- Pliska (811)
- Versinikia (813)
- Mesembria
- Guerre de 894 - 896
  - Bulgarophygon
- Guerre de 913 - 927
  - Anchialos (917)
  - Pegae (921)
- Guerre de 970 - 1018
  - Portes de Trajan (986)
  - Thessalonique (995)
  - Passe de Kleidion (1014)
  - Bitola (1015)
- Ostrovo (1040)
- Klokotnica (1230)
- Andrinople (1254)
- Devina (1279)
- Skafida (1304)
- Rusokastro (1332)

La guerre byzantino-bulgare de 894-896 (en bulgare : Българо–византийска война от 894–896), aussi appelée guerre commerciale (en bulgare : Търговската война), eut comme cause immédiate la décision de l’empereur byzantin  Léon VI de transférer le marché concédé aux Bulgares de Constantinople vers Thessalonique, occasionnant à ces derniers des frais considérables et privant la Bulgarie de ses accès commerciaux traditionnels.
Après que son armée fut défaite au début de la guerre en 894, Léon VI conclut une alliance avec les Magyars qui habitaient alors les steppes du nord-est de la Bulgarie. Avec l’aide de la flotte byzantine, les Magyars envahirent Dobroudja en 895 et défirent les troupes bulgares. Siméon Ier réclama alors une trêve et prolongea délibérément les négociations pendant qu’il négociait l’aide des Petchenègues. Pris en étau entre les forces bulgares et petchenègues, les Magyars subirent une importante défaite militaire aux mains de l’armée bulgare et n’eurent d’autre choix que de migrer vers l’ouest dans les plaines de Pannonie.
Ayant ainsi éliminé le danger des Magyars, Siméon dirigea son armée vers le sud et infligea une défaite complète aux Byzantins lors de la bataille de Bulgarophygon à l’été 896, obligeant ces derniers à céder à ses exigences. La guerre se termina par un traité de paix qui rétablissait le marché bulgare de Constantinople et reconnaissait la suprématie bulgare dans les Balkans. L’Empire byzantin acceptait de payer un tribut annuel en échange du retour des prisonniers byzantins civils et militaires. De plus, les Byzantins concédaient aux Bulgares un territoire s’étendant de la mer Noire au massif du Strandja. En dépit de nombreuses violations, le traité demeura en force jusqu’à la mort de Léon VI en 912.

## Le contexte

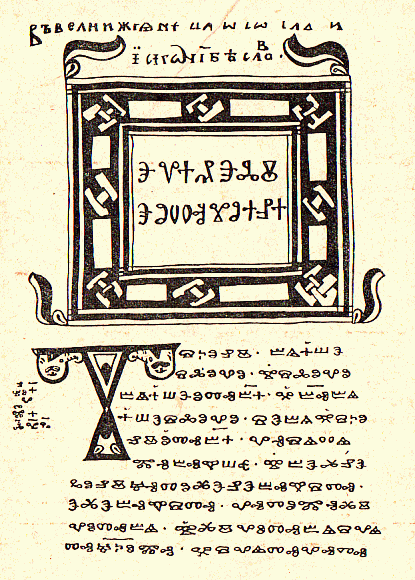
La première page de l'Évangile selon Jean du Codex Zographensis des Xe siècle – XIe siècle siècles, le plus ancien manuscrit avec le tétra-évangile en vieux-slave.

La christianisation de la Bulgarie par les disciples de Cyrille et Méthode sous le règne de Boris Ier (r. 852-889) devait apporter de nombreuses transformations dans la société bulgare parmi lesquels l’introduction d’un alphabet, première étape vers la création d’une littérature nationale. Après de pénibles négociations avec la papauté à Rome et le patriarcat à Constantinople, le tsar choisit de se convertir à la chrétienté orthodoxe orientale, créant ainsi un profond mécontentement dans la noblesse qui associait la nouvelle religion à l’Empire byzantin dont elle redoutait l’influence.
Après la tentative infructueuse du fils de Boris, Vladimir-Rasate (r. 889-893) de restaurer l’antique religion du tengrisme, un concile assemblé à Preslav en 893 décida de remplacer le grec par le Vieux-Slave ou Vieux-Bulgare et de bannir le clergé byzantin au profit d’un clergé bulgare.
Le concile permettait ainsi à Boris d’obtenir une indépendance culturelle et religieuse face à l’Empire byzantin tout en calmant les appréhensions de la noblesse, sans pour autant se soumettre à Rome dont le clergé franc voisin aurait pu également être une menace. Il fut aussi décidé que le troisième fils de Boris, Siméon, né après l’adoption du christianisme et appelé « l’enfant de la paix », serait le prochain Prince de Bulgarie,. Parallèlement, ces évènements mettaient un terme aux espoirs de Constantinople d’exercer une influence sur le nouvel État chrétien,.

## Premiers affrontements

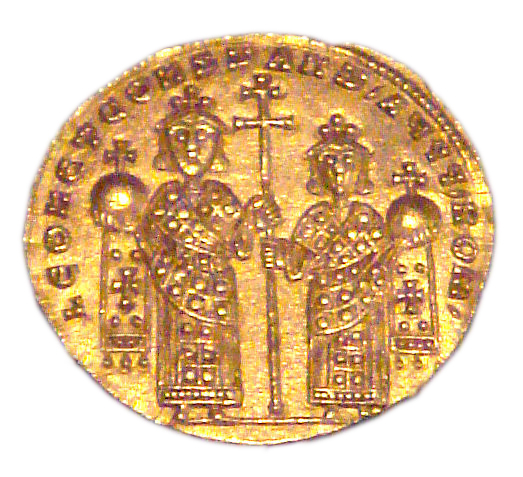
Solidus représentant l’empereur Léon VI et son fils Constantin porphyrogénète – Le transfert du marché des Bulgares de Constantinople vers Thessalonique modifiait les règles du commerce entre les deux empires.

En 894, Stylianos Zaoutzès, basiléopatôr et premier ministre de Léon VI le Sage (r. 886-912), convainquit l’empereur de transférer le marché concédé aux Bulgares de Constantinople à Thessalonique. Ce transfert menaçait non seulement des intérêts privés, mais également le commerce international de la Bulgarie et les principes énoncés dans les traités de 716 et de 815 basés sur ce que l’on appellerait aujourd’hui « la nation la plus favorisée »,,. Les marchands bulgares avaient la permission de vivre à Constantinople où ils avaient leur propre quartier et ne payaient que des taxes modérées. Constantinople étant le point de départ et d’arrivée des grandes routes commerciales qui sillonnaient l’Europe et l’Asie, le transfert de leur marché de Constantinople à Thessalonique les privait d’un accès privilégié aux biens en provenance d’Orient qu’ils devraient dès lors se procurer auprès d’intermédiaires, proches associés de Stylianos Zaoutzès. À Thessalonique, les Bulgares voyaient aussi les tarifs augmenter pour la vente de leurs biens, augmentation profitant à nouveau à Zaoutzès et à ses associés.
Le chroniqueur byzantin Théophane continuateur décrivait ainsi les causes du conflit :

« Les causes de la guerre sont les suivantes : le basiléopatôr Stylianos Zaoutzès avait un esclave eunuque du nom de Mousikos. Celui-ci se lia d’amitié avec Staurakos et Cosmas, qui venait d’Hellas, tous deux marchands cupides, avides de profit. Désireux de s’enrichir grâce à l’intermédiaire de Mousikos, ceux-ci firent transférer le marché des Bulgares de la capitale (Constantinople) à Thessalonique et imposèrent des taxes plus élevées aux Bulgares. Ces derniers en référèrent à l’empereur Siméon, lequel en informa l’empereur Léon. Mais ce dernier, dans son affection pour Zaoutzès n’en tint aucun compte. Siméon, furieux, leva une armée contre les Romains,. »

L’expulsion des marchands bulgares de Constantinople constituait un coup dur pour les intérêts économiques bulgares. Les marchands allèrent se plaindre à Siméon Ier, lequel souleva la question auprès de Léon VI, mais la démarche demeura sans réponse. Selon les chroniqueurs byzantins, Siméon cherchait alors un prétexte pour déclarer la guerre et mettre en œuvre ses plans visant à s’approprier le trône de Byzance. L’ayant ainsi trouvé, il passa à l’attaque, provoquant ce que d’aucuns ont appelé (incorrectement du reste) la « première guerre commerciale européenne »,. Plusieurs historiens, dont Zlatarski et Fine contestent cette hypothèse, soulignant qu’au début de son règne Siméon se devait surtout de consolider son pouvoir et que ses ambitions impériales ne s’étaient pas encore cristallisées; son intervention revêtait dès lors un caractère essentiellement défensif visant à protéger les intérêts économiques bulgares,.

## Première campagne et intervention magyare

Arrivée des Magyars en Hongrie, 893-902.

Prenant avantage des conflits qui opposaient Byzantins et Arabes en Orient, Siméon, à l’automne 894, envahit la Thrace byzantine. Léon VI assembla en toute hâte une armée comprenant la Garde impériale mais consistant essentiellement de mercenaires khazars qu’il mit sous les ordres des généraux Prokopios Krenites et Kourtikios. Les armées byzantine et bulgare s’affrontèrent dans le thème de Macédoine (aujourd’hui la Thrace orientale), probablement près d’Andrinople; les Byzantins furent défaits et leurs généraux tués. Une grande partie des Khazars furent capturés et eurent le nez coupé sous l’ordre de Siméon qui les envoya « dans la capitale (Constantinople) à la plus grande honte des Romains (c.a.d. des Byzantins), ». Après avoir ravagé la région, les Bulgares repartirent vers le nord avec leurs captifs.
Humiliés par cette défaite, les Byzantins demandèrent l’aide des Magyars qui, à cette époque, habitaient les steppes situées entre le Dniepr et le Danube. Léon VI envoya Nicétas Sklèros comme ambassadeur auprès des chefs Árpád et Kurszán en 894 ou 895 pour les inciter, grâce à des présents, à attaquer les Bulgares,. Au même moment, il dépêcha un ambassadeur du nom d’Anastasios à Ratisbonne capitale d’Arnulf, roi de la Francie orientale. Bien qu’aucun rapport ne nous soit parvenu de cette mission, il s’agissait selon toute vraisemblance de prévenir une nouvelle alliance bulgaro-franque similaire à celle qui avait existé entre Arnulf et le prédécesseur de Siméon, Vladimir-Rasate.
Au début de 895, le talentueux général Nicéphore Phocas l'Aîné se vit convoqué à Constantinople pour recevoir le commandement d’une imposante armée devant se diriger contre la Bulgarie. Et pendant que Siméon massait ses troupes sur la frontière sud du pays pour y attendre Phocas, l’amiral byzantin Eustathios Argyros dirigeait la flotte vers le delta du Danube pour appuyer les Magyars. Croyant que, au vu de telles forces, Siméon Ier se verrait obliger de parlementer, Léon VI lui envoya un ambassadeur du nom de Constantinacios pour proposer la paix. Mais Siméon, qui avait étudié à l’université de Constantinople et était familier des techniques diplomatiques byzantines, se méfia de cette proposition et fit arrêter l’ambassadeur pour espionnage,. Le Danube fut fermé par une puissante chaine de fer pour en empêcher le passage et le gros de l’armée fut relocalisé en petits groupes plus au nord. Les Byzantins réussirent toutefois à briser la chaine et à transporter les Magyars plus au sud sur le fleuve. Conduits par le fils d’ Árpád, Liüntika, les Magyars ravagèrent Dobrudja et infligèrent une cuisante défaite à l’armée bulgare conduite personnellement par Siméon Ier,. Siméon chercha refuge dans l’imposante forteresse de Drastar (Silistra) pendant que les Magyars pillaient la région sans opposition, s’avançant même jusqu’aux portes de la capitale, Preslav. Les Magyars vendirent alors aux Byzantins des milliers de captifs avant de retourner vers le nord,.

## Une trêve est négociée

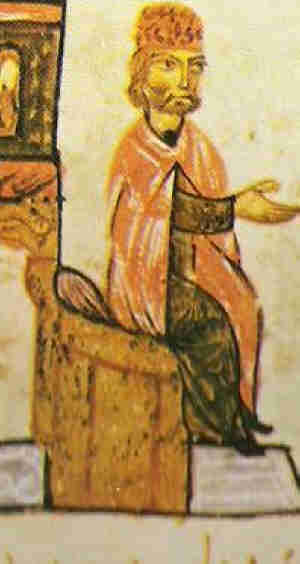
Le tsar Siméon Ier d’après la Chronique de Jean Skylitzès.

Engagé dans une guerre sur deux fronts, Siméon décida de gagner du temps en faisant face d’abord au danger magyar; dans ce but, il fit parvenir une proposition de paix à Léon VI par l’intermédiaire de l’amiral Eustathios, promettant de relâcher les captifs byzantins. Léon VI se hâta d’accepter, ordonna à ses généraux Eustathios et Nicéphore Phocas de retirer leurs troupes et envoya Léo Choirosphaktes en Bulgarie pour négocier les termes de l’accord,. C’était exactement le but recherché par Siméon qui fit arrêter l’ambassadeur, le confina dans une forteresse et, refusant toute audience, entreprit un échange de correspondance avec lui, faisant s’étirer les négociations, mettant en doute le libellé des propositions byzantines, cherchant constamment de nouvelles clarifications et ajoutant de nouvelles exigences. Le principal point en litige était l’échange de prisonniers, les Byzantins cherchant en priorité à faire relâcher les prisonniers capturés lors de la campagne de 894. Dans l’une de ses lettres à l’émissaire, Siméon ironisait sur la sagesse de Léon VI :

« Votre empereur, l’avant-dernière année, a prophétisé à notre intention et de manière merveilleuse, l’éclipse du soleil, prédisant non seulement le mois, la semaine et le jour, mais même l’heure et la seconde. Il nous a aussi expliqué combien de temps durerait cette éclipse. On dit de plus qu’il connait de nombreuses autres choses concernant le mouvement des astres dans le ciel. Si tel est le cas, il sait certainement ce qu’il adviendra des prisonniers; et s’il le sait, il vous a manifestement dit s’il était de mon intention de les relâcher ou non. Donc, devinez ce qu’il en est et si vous pénétrez mes intentions vous obtiendrez les prisonniers comme récompense de votre prophétie et de votre ambassade. Au nom de Dieu : salutations!Lettre de Siméon Ier à Choirosphaktes. »

La réponse de Choirsophaktes se voulait ambigüe, ce qui donna prétexte à Siméon pour prétendre que Léon ne pouvait prédire l’avenir et, dès lors, pour refuser de retourner les prisonniers, prolongeant à nouveau les négociations.

## Défaite des Magyars et bataille de Bulgarophygon

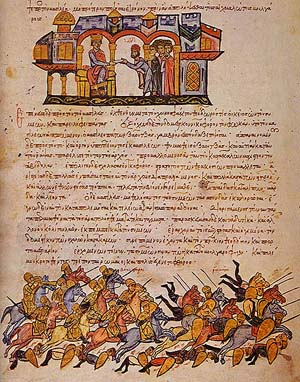
Siméon à Bulgarophygon. Chronique de Jean Skylitzès.

Pendant qu’il poursuivait ainsi ses tactiques dilatoires avec Léo Choirosphaktes, Siméon forgeait une alliance avec les Petchenègues, voisins orientaux des Magyars. Au début de 896, Bulgares et Petchenègues attaquaient le territoire ancestral des Magyars sur deux fronts. La bataille décisive eut lieu dans les steppes longeant le Boug méridional et résulta en une victoire complète des Bulgares sur les Magyars. Toutefois, la bataille fut si sanglante que même les Bulgares y perdirent quelque 20 000 cavaliers. De leur côté, les Petchenègues refoulèrent si profondément les Magyars vers l’ouest que ceux-ci se virent incapables de retourner dans leur pays. Ce fut pour eux le début d’une migration vers l’ouest à la recherche de nouvelles pâtures, migration qui les conduisit dans le bassin de Pannonie où ils devaient créer le puissant royaume de Hongrie,.
Une fois écarté le danger magyar, Siméon retourna à Preslav, « fier de cette victoire » et exigea le retour de tous les prisonniers bulgares comme précondition de toute autre négociation. Léon VI était dans une position difficile, devant faire face au danger arabe en Orient alors qu’il était privé des services du brillant général Nicéphore Phocas, lequel était ou bien en disgrâce en raison des manigances de Stylianos Zaoutzès, ou bien décédé au début de 896; il n’eut d’autre choix que de céder,. Léo Choirosphaktes retourna alors à Constantinople avec un émissaire bulgare nommé Théodore, proche de Siméon Ier, arranger le transfert des prisonniers qui se fit sans ennui. Choisissant d’interpréter la chose comme un signe de faiblesse, Siméon prétendit que tous les prisonniers bulgares n’avaient pas été relâchés et, à l’automne 896, envahit la Thrace. Entretemps, les Byzantins qui étaient parvenus à négocier une difficile trêve avec les Arabes transférèrent « tous les themes et tagmata », c’est-à-dire toutes leurs armées en Europe. Ces troupes étaient sous le commandement du domestique des Scholes, Léon Katakalon qui n’avait pas les mêmes qualités militaires que Phocas. Les deux armées s’affrontèrent lors de la bataille de Bulgarophygon où l’armée byzantine fut anéantie : la plupart des soldats périrent, le commandant en second, le protovestiaire Theodosius Katakalon, parvenant à s’échapper avec quelques survivants,,,.
Les chroniqueurs byzantins n’ont pas rapporté les conséquences de cette défaite, mais selon le récit de l’historien arabe Muhammad ibn Jarir al-Tabari, contemporain des faits, les Bulgares marchèrent sur Constantinople. Léon VI fut pris d’une telle panique qu’il songea à donner des armes aux prisonniers de guerre arabes pour les envoyer combattre les Bulgares en échange de leur liberté; il devait se raviser par la suite,. Les négociations se poursuivirent, les Byzantins acceptant finalement toutes les exigences bulgares.

## Les suites

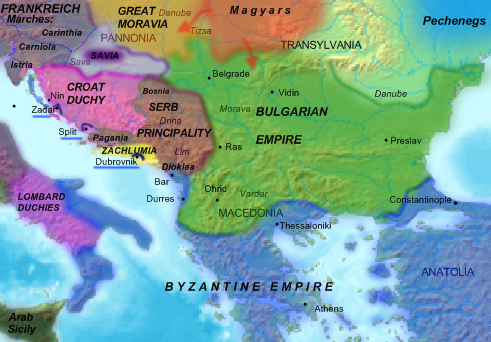
Carte de la Bulgarie à sa plus grande extension pendant le règne de Siméon Ier

La guerre se termina par un traité de paix qui reconnaissait la domination bulgare dans les Balkans, restaurait le statut de « nation la plus favorisée » pour la Bulgarie, abolissait les restrictions commerciales et forçait l’Empire byzantin à payer un tribut annuel. En vertu du même traité, Byzance cédait à la Bulgarie un territoire compris entre la mer Noire et le massif du Strandja. En échange, les Bulgares relâchèrent quelque 120 000 prisonniers de guerre byzantins tant militaires que civils,. Le traité de paix demeura en force jusqu’à la mort de Léon VI en 912. Néanmoins, Siméon devait violer régulièrement ce traité, attaquant et annexant à plusieurs reprises des territoires byzantins, comme lors du sac de Thessalonique en 904, ce qui lui permit d’exiger de nouvelles concessions territoriales en Macédoine.
Satisfait des résultats obtenus, l’empereur bulgare assuré d’avoir la supériorité face à l’empire byzantin pouvait croire qu’il atteindrait son grand objectif politique : s’emparer du trône de Byzance. En dépit de ses succès cependant, Siméon réalisait qu’il restait fort à faire avant de réaliser ce dernier objectif. Il devait d’abord s’assurer d’avoir une base politique et idéologique solide; un des premiers moyens pour y parvenir était de faire de Preslav une capitale pouvant rivaliser avec Constantinople. Dans les Balkans de l’ouest, il devait aussi réduire l’influence byzantine, notamment en Serbie où il imposa son autorité en reconnaissant Petar Gojniković comme souverain.
Le pillage de Dobroudja par les Magyars avait montré à quel point l’empire bulgare était menacé au nord par l’influence de la diplomatie byzantine. En 917, Siméon mit à profit cette expérience en réussissant à faire échec aux tentatives des Byzantins de s’allier aux Serbes et aux Petchenègues, les forçant à combattre seuls lors de la bataille d'Anchialos où les Byzantins furent vaincus, subissant l’une des pires défaites de leur histoire.

### Note
1. ↑  On ignore le tracé exact de la frontière établie à la suite du traité ; toutefois, selon des sources contemporaines, la ville de Medea était située sur la frontière bulgaro-byzantine (Zlatarski (1972) p. 320)

### Source primaire
- (en) Chronographia by Theophanes Continuatus" in GIBI, vol. V, Bulgarian Academy of Sciences, Sofia.

### Sources secondaires
- (bg) Андреев (Andreev), Йордан (Jordan); Лалков (Lalkov), Милчо (Milcho). Българските ханове и царе (The Bulgarian Khans and Tsars). Велико Търново (Veliko Tarnovo): Абагар (Abagar), 1996.  (ISBN 954-427-216-X).
- (bg) Бакалов (Bakalov), Георги (Georgi); Ангелов (Angelov), Петър (Petar); Павлов (Pavlov), Пламен (Plamen); et al. История на българите от древността до края на XVI век [History of the Bulgarians from Antiquity to the end of the XVI century] (in Bulgarian). София (Sofia): Знание (Znanie), 2003.  (ISBN 954-621-186-9).
- (bg) Божилов (Bozhilov), Иван (Ivan); Гюзелев (Gyuzelev), Васил (Vasil). История на средновековна България VII–XIV век (History of Medieval Bulgaria VII–XIV centuries) (in Bulgarian). София (Sofia): Анубис (Anubis), 1999.  (ISBN 954-426-204-0).
- (bg) Колектив (Collective). "11. Продължителят на Теофан (11. Theophanis Continuati)". Гръцки извори за българската история (ГИБИ), том V (Greek Sources for Bulgarian History (GIBI), volume V) (in Bulgarian and Greek). София (Sofia): Издателство на БАН (Bulgarian Academy of Sciences Press), 1964.
- (en) Fine, J. The Early Medieval Balkans, A Critical Survey from the Sixth to the Late Twelfth Century. University of Michigan Press, 1991.  (ISBN 0-472-08149-7).
- (en) Kazhdan, A. (ed). The Oxford Dictionary of Byzantium. New York, Oxford, Oxford University Press, 1991.  (ISBN 0-19-504652-8).
- (en) Obolensky, D. The Byzantine Commonwealth: Eastern Europe, 500–1453. New York, Washington, Praeger Publishers, 1971.  (ISBN 0-19-504652-8).
- (en) Runciman, Steven. "The Two Eagles". A History of the First Bulgarian Empire. London, George Bell & Sons, 1930. OCLC 832687.
- (en) Spinei, Victor. The Great Migrations in the East and South East of Europe from the Ninth to the Thirteenth Century. Romanian Cultural Institute (Center for Transylvanian Studies) and Museum of Brăila Istros Publishing House, 2003.  (ISBN 973-85894-5-2).
- (en) Whittow, Mark. The Making of Byzantium (600–1025). Los Angeles, University of California Press, 1996.  (ISBN 0-520-20497-2).
- (bg) Златарски (Zlatarski), Васил (Vasil). История на българската държава през средните векове. Том I. История на Първото българско царство. (History of the Bulgarian state in the Middle Ages. Volume I. History of the First Bulgarian Empire.) (in Bulgarian) (2 ed.). София (Sofia), Наука и изкуство (Nauka i izkustvo), 1972 [1927]. OCLC 67080314.